# Церковь Воскресения Христова (Городня)
Церковь Воскресения Христова — православный храм в селе Городня Ступинского района Московской области. Один из 2 или 3 сохранившихся памятников шатрового зодчества первой половины XVI века.

## Описание

В начале XX века

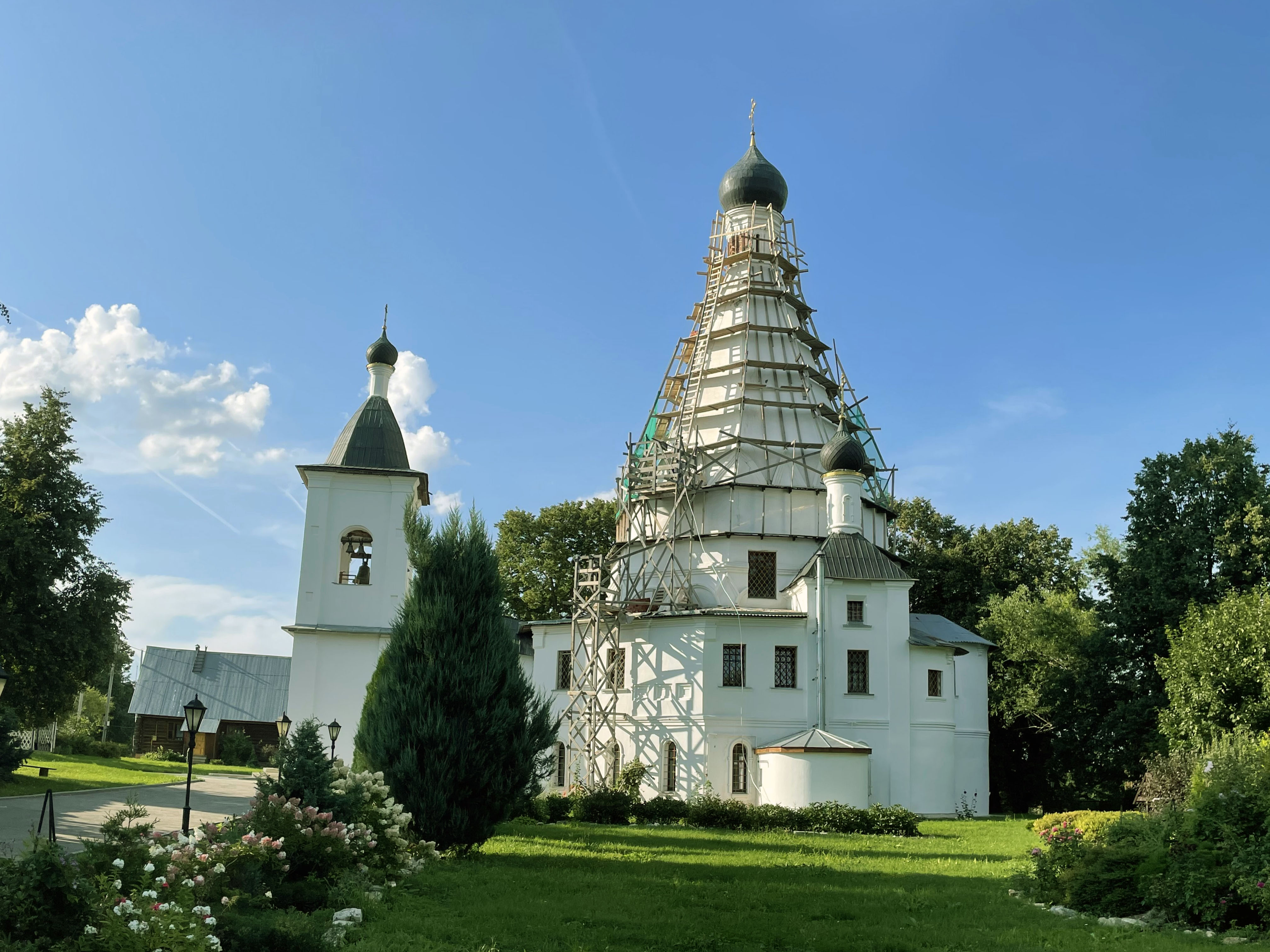
Внешний вид церкви в 2021 году.

Точная датировка строительства храма неизвестна. В письменных источниках церковь упоминается под 1578 годом в Писцовых книгах XVI века Московской губернии, в  книге Коломенского уезда, письма и меры Данилы Петровича Житова и Фёдора Комынина с товарищами, лета 7086 года, где сказано: «За Домною Ивановою женою Васильевича Шереметева да за ихъ сыномъ за Федором Ивановичемъ Шереметевымъ, а преже того было въ вотчинҍ за Степаномъ Ивановымъ Злобина: С. Городна, а въ селҍ церк. Воскресеніе Христово, камена, вверхъ (шатровая), да другая церк. Ивана Милостиваго, тупая, древена, клҍтцки, да въ селҍже прудецъ …».
Обследованием и изучением храма как памятника шатровой архитектуры занимался архитектор-реставратор Н. Н. Свешников. Он установил три основных этапа в строительстве церкви. 1-й (XVI в.) — строительство единого здания без подклета. 2-й (XVI в. [через несколько лет]) — выполнена постройка внутреннего подклета. На высоте 4 м от пола устроены, врезанные в наружные стены, своды с центральной опорой на восьмигранном столбе. Снаружи возведена лестница с крыльцом и звонницей, и гульбище-галерея по периметру. 3-й (XVII в.) — с восточной стороны пристроили два придела: Иоанна Милостивого и Кирилла Белозерского. В XIX веке: в подклёте был устроен Никольский придел (1870), вместо звонницы построили колокольню (1896, архитектор И. Д. Боголепов). Внутреннее убранство церкви и приделов было срублено и стены оштукатурены. В галерее аркадные проёмы заменили новыми прямоугольными окнами. После перестройки в XIX веке многие первоначальные архитектурные элементы и детали были уничтожены. После детального обследования Н. Н. Свешников обосновал и пришёл к выводу, что многие архитектурно-декоративные элементы церкви позволяют сузить время постройки периодом с 1530 по 1550 год .

В 1936 году церковь закрыли. В 1990-х после возвращения верующим был сделан ремонт и пристроена алтарная апсида, а с восточной стороны — котельная.